# 19528 Delloro
19528 Delloro è un asteroide della fascia principale. Scoperto nel 1999, presenta un'orbita caratterizzata da un semiasse maggiore pari a 3,1780560 UA e da un'eccentricità di 0,1421882, inclinata di 1,95578° rispetto all'eclittica.